# Natuurpark Majona

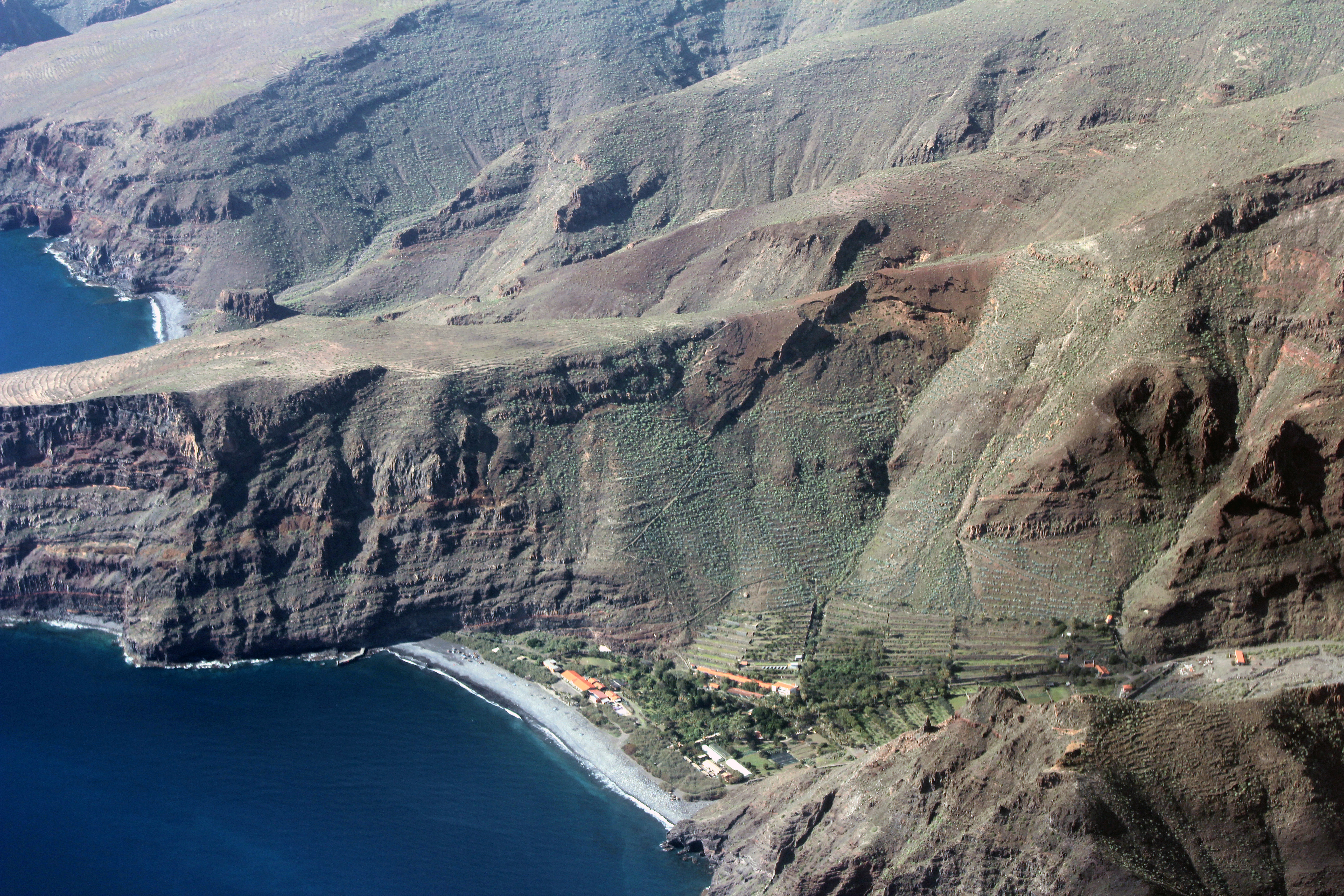

Het Natuurpark Majona (Spaans: Parque natural de Majona) is een natuurpark op La Gomera (Canarische Eilanden) in Spanje. Het natuurpark werd opgericht in 1987 en is  1757,1 hectare groot. Het natuurpark omvat kloven, bergen en endemische soorten zoals de eonium gomerense.